# اوتواینپو، هوکایدو
اوتواینپو، هوکایدو (به لاتین: Otoineppu, Hokkaido) یک منطقهٔ مسکونی در ژاپن است که در Kamikawa Subprefecture واقع شده‌است. اوتواینپو ۲۷۵٫۶۴ کیلومترمربع مساحت و ۸۳۱ نفر جمعیت دارد و ۴۰ متر بالاتر از سطح دریا واقع شده.